# Ханьцзянь
В китайской культуре ханьцзянь (кит. трад. 漢奸, упр. 汉奸, пиньинь Hànjiān) является уничижительным термином для изменников китайского народа или государства. Слово ханьцзянь отличается от более общего предатель, которое может быть использовано для любого народа или страны. Термин состоит из двух китайских иероглифов означающих «ханьцы» и «предатель».

## История
Во время Японо-китайской войны, Национально-революционная армия потерпела поражение в различных сражениях с Императорской армией Японии. Чан Кайши объяснил, что шпионаж ханьцзяней помогал японцам и приказал командиру клики CC, Чэню Лифу арестовывать предателей. 4000 человек были арестованы в Шанхае и 2000 в Нанкине. С введением военного положения, формальные судебные процессы не осуществлялись, и осужденных часто казнили, в то время как за этим с явным одобрением наблюдали тысячи мужчин, женщин и детей
Ван Цзинвэй, возглавлявший коллаборационистское Национальное правительство Китайской Республики в Нанкине во время войны, а также его сторонники, рассматривались как ханьцзяни в Китае и как тайваньские солдаты, воевавшие в японской армии против китайских войск и союзников. Термин также стал использоваться в правовых нормах современного Китая и Тайваня. При Китайской Республике, в августе 1937 года, было издано важное положение, которое определяло и оговаривало наказание во время войны, независимо от возраста, пола или этнической принадлежности.
В 1951 году КНР ратифицировала Инструкцию по конфискации контрреволюционного имущества у военных преступников, предателей, бюрократов и капиталистов (кит. трад. 關於沒收戰犯, 漢奸, 官僚資本家及反革命份子財產的指示, пиньинь Guānyú mòshōu zhànfàn, hànjiān, guānliáo zīběnjiā jí fǎngémìng fènzi cáichǎn de zhǐshì).

## Известные лица, считающиеся ханьцзянями
- Ван Кэминь (1879—1945), сотрудничавший с японцами во время Второй мировой войны и участвовавший в установлении про-японского Временное правительство Китайской Республики. После войны он был арестован правительством КНР и осужден за измену, но покончил с собой, прежде чем его дело закончилось.
- Дэ Ван Дэмчигдонров (1902—1966), монгольский князь, сотрудничавший с японцами. Он был установлен японцами правителем Мэнцзяна, японского марионеточного государства во Внутренней Монголии. Был арестован правительством КНР в 1949 году и обвинен в государственной измене, но позже был помилован. Поскольку он был этническим монголом, а не китайцем, некоторые считают, что он не может считаться ханьцзянем.
- Ван Цзинвэй (1883—1944), политик Гоминьдана и бывший близкий помощник Сунь Ятсена, который выступал за мирные переговоры во время Второй китайско-японской войны. Он создал про-японское Национальное правительство Китая в Нанкине при помощи японцев.
- Чжоу Фохай (1897—1948), глава Исполнительного Юаня в правительстве Ван Цзинвэя. Он был признан виновным в государственной измене после войны и приговорен к смерти, но Чан Кайши смягчил приговор до пожизненного заключения. Он умер от болезни в тюрьме.
- Чэнь Гунбо (1892—1946), главы Законодательного Юаня в правительстве Ван Цзинвэя. Он бежал в Японию после войны, но был выдан обратно в Китай, где был признан виновным в государственной измене и казнен.
- Ёсико Кавасима (1907—1948), также известная как «Восточный Бриллиант», маньчжурская принцесса выросшая в Японии, и шпионившая для японцев в Маньчжурии. После войны она была арестована и осуждена за измену и казнена. Она появлялась в многочисленных китайских и японских романах, фильмах, телевизионных программах и видеоиграх. В китайской культуре часто изображалась как злодейка и соблазнительница, в то время как японцы изображали ее как трагическую героиню. Из-за ее происхождения, некоторые считают, что она не может рассматриваться как ханьцзинь.

## В культуре
Большинство ханьцзяней в китайских фильмах и сериалах являются переводчиками. Иногда их также называют Эр Гуйцзы (кит. упр. 二鬼子, буквально: «второй чёрт») или Цзя Ян Гуйцзы (кит. упр. 假洋鬼子, буквально: «китаец, играющий роль иностранца»).